# Гемпширская овца

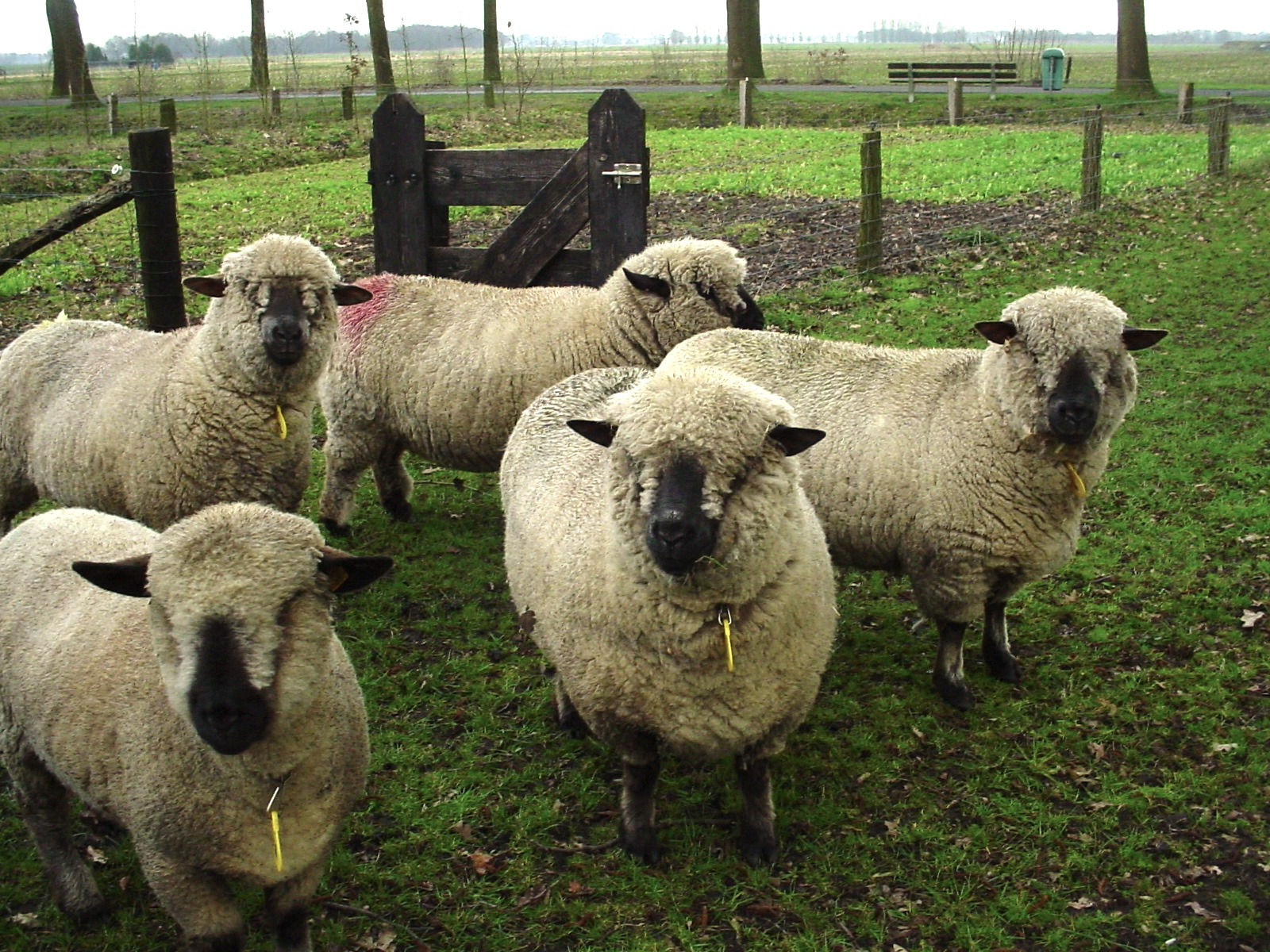

Ге́мпширская поро́да ове́ц — мясо-шёрстная порода овец. Выведена в Великобритании в графствах Хэмпшир, Уилтшир и других местностях в первой половине XIX века скрещиванием местных грубошёрстных и помесных темноголовых овец с саутдаунскими. Овцы крупные, с широким и глубоким туловищем, безрогие. Характерны высокая скороспелость и отличные мясные формы. Живая масса баранов 94—104 кг, маток 58—63 кг. Плодовитость 115—130 ягнят от 100 маток. Настриг шерсти 7 кг; с маток 3—4 кг. Шерсть длиной 7—8 см; идет главным образом на изготовление трикотажных изделий. Распространены в Великобритании, Германии, США.

## История
Две породы овец, англ. Wiltshire Horned и англ. Berkshire Knots были известны в Хэмпшире, Уилтшире и Беркшире ещё до 1830 года. Поначалу эти породы ничем не выделялись, кроме своей неприхотливости, но развитие огораживания улучшило условия содержания и производители предприняли попытку улучшить породу, чтобы удовлетворить потребности рынка в баранине. При скрещивании использовалась саутдауновская порода из расположенного неподалёку Сассекса. Наибольшего успеха добился Вильям Хамфрис (англ. William Humpries), который путём лайнбридинга с использованием двух баранов сумел стабилизировать породу.
Ассоциация производителей англ. Hampshire Down Sheep Breeders Association образовалась в 1889, с 1908 в племенной работе использовались только овцы из гэмпширских стад. 

### В России
Порода использовалась при выведении горьковской породы овец.

### В США
Ранние стада, завезённые в Вирджинию до 1860-х годов, погибли в ходе гражданской войны, но уцелело небольшое поколение в Лонг-Айленде, также овцы завозились с 1865 до 1890 года. Ассоциация производителей англ. American Hampshire Down Sheep Breeders Association образовалась в том же 1889 году, что и английская, и к 1890 году насчитывала лишь 35 членов и 739 овец; регистрировались только овцы, которые по всем линиям происходили от английских стад. Значительный рост поголовья произошёл с 1906 до 1912 года, в основном за счёт импорта, пик которого пришёлся на 1909 год, когда одна из компаний завезла тысячу овец.

### В Казахстане
В Казахстан завезены в 1927 году. В 1964—1965 годах осуществлен повторный завоз с целью создания собственного воспроизводства чистопородных овец. Скрещиванием маток казахских курдючных овец с баранами гемпширской породы созданы мясные тонкорунные овцы типа гемпширских, сочетающие ценные качества исходных пород.

## Характеристика

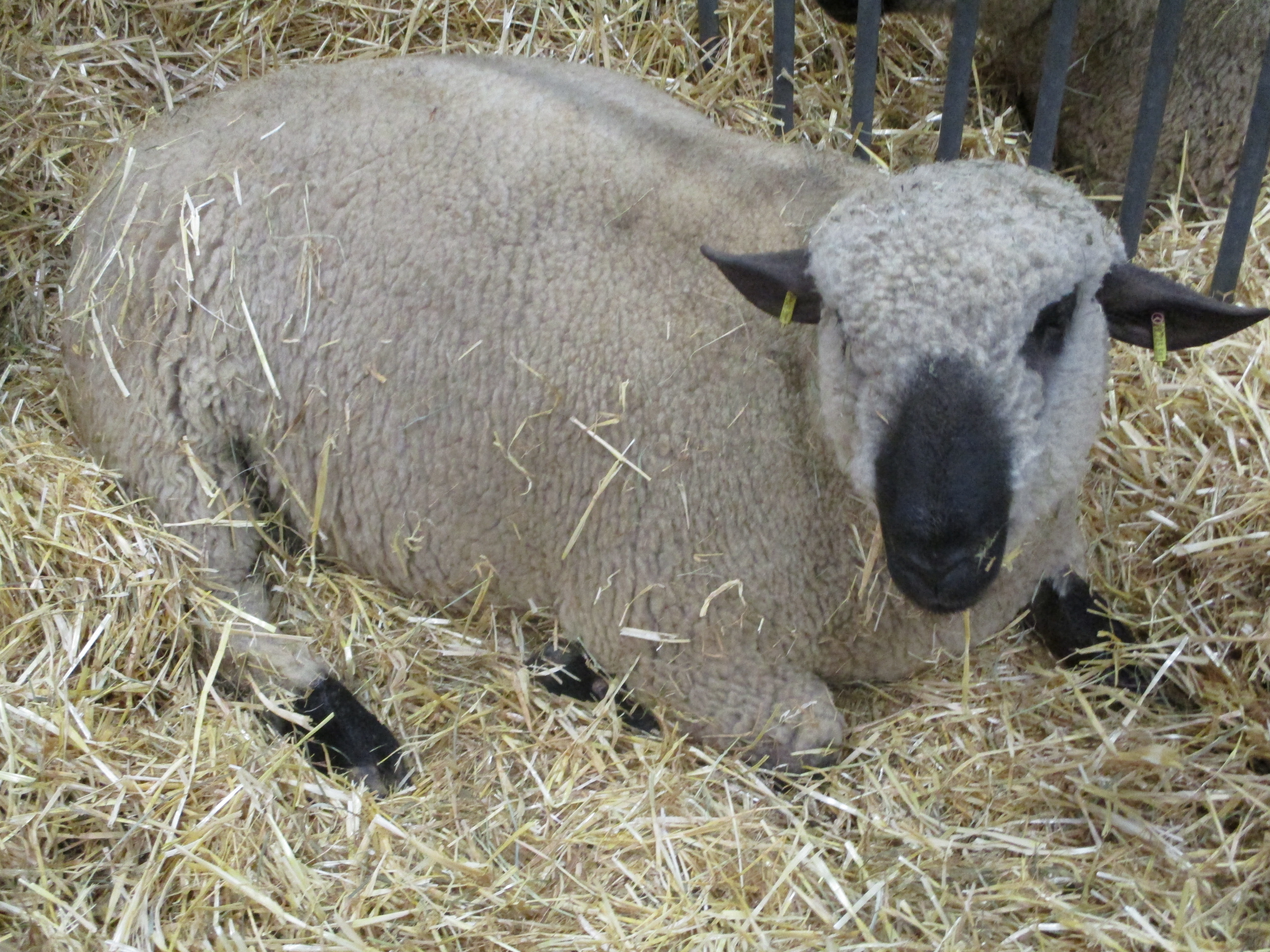
Гемпширская овца.

Крупные овцы с широким округлым туловищем и короткой шеей. Бараны и матки комолые. Они весят 100-120 и 65-85 кг соответственно. Рунная шерсть белая, полутонкая и однородная. Длина шерсти 6-10 см, толщина - 50-58 качества, настриг с баранов 4-6 кг.